# 小野寺悦子
小野寺 悦子（おのでら えつこ、1942年 - ）は、日本の詩人、童話作家。

## 来歴
岩手県盛岡市で生まれ、県北、沿岸と岩手県内を転々とし、戦後水沢へ。岩手県立水沢高等学校卒。放送会社勤務後、創作活動に入る。1994年、『これこれおひさま』（のら書店）で、第42回産経児童出版文化賞推薦受賞。
ウォルター・デ・ラ・メアの『ピーコック・パイ』や、岸田衿子の『へんなかくれんぼ』に影響を受ける。
盛岡市在住。

## 作品リスト
- 『ねんねどこなの』（佐藤直行絵、ポプラ社、絵本のひろば） 1976
- 『ひのこばあさん』（堀内誠一絵、ポプラ社、絵本のせかい） 1977
- 『ゆきゆきぼくに』（遠藤てるよ絵、ポプラ社、絵本のせかい） 1978
- 『ちいさいあーん はいしゃ』（橋本淳子絵、コーキ出版、であいのえほん） 1980
- 『ピアノとおじさん』（ささやすゆき絵、フレーベル館、フレーベル館の幼年創作童話）1981
- 『あわてんぼうの魔女』（ポプラ社、二年生文庫）1985
- 『レモンあそび 小野寺悦子少年詩集』（理論社、詩のみずうみ）1985
- 『100ぴきのひつじ』（樋泉雪子絵、福音館書店） 1985
- 『あわて山の大男ハチマント』（理論社、理論社の物語シリーズ）1987
- 『子うさぎララのぼうけん』（ポプラ社、動物おはなしの国）1989
- 『あしたまほうになあれ』（黒井健絵、Gakken）1989
- 『ふわり大おとこ』（教育画劇、スピカ・どうわのおくりもの）1990
- 『小さなおばけのリンゴちゃん』（理論社、理論社のあたらしい童話）1990
- 『なのはなばたけのこびとのぼうや』（鈴木博子絵、教育画劇、きれいな花いっぱい） 1990
- 『のねずみのちびすけ』（教育画劇、スピカの創作童話）1993
- 『これこれおひさま』（飯野和好絵、のら書店、子どものための詩の本）1994
- 『まじょさんまたあした』（新野めぐみ絵、教育画劇、ユーモアえほん）1997
- 『しょぽろタクシーのおきゃくさま』（中井絵津子絵、大日本図書、子どもの本） 1999
- 『きょうりゅうとあそんだジュンくん：きょうりゅうのいたせかい (きょうりゅうだいすき)』（宮崎耕平絵、教育画劇） 1999
- 『紙芝居 マークにきをつけて: スーパーでみるマーク』（岡村好文絵、教育画劇、みんなしってる ひょうしき・マークの紙芝居） 2000
- 『小野寺悦子詩集』（いしずえ、現代児童文学詩人文庫 5）2004
- 『紙芝居 おっはよう もうおきた?』（にしまきかな絵、童心社、2・3歳児のふれあいあそび ことばとからだであそぼう!） 2004
- 『ゆっくりあさごはん』（赤坂三好絵、童心社、年少向けおひさまこんにちは） 2005
- 『しょぽろしょぽろ まちのかわ』（荒川暢絵、福音館書店） 2006
- 『なんかなんかあるよ』（山内和朗絵、童心社、年少向けおひさまこんにちは） 2007
- 『つららがぽーっとん』（藤枝つう絵、福音館書店、幼児絵本ふしぎなたねシリーズ）2009
- 『こうま』（たしろちさと絵、福音館書店） 2009
- 『ぺろぺろりん』（林なつこ絵、福音館書店） 2010
- 『あーといってよ あー』（堀川理万子絵、福音館書店、幼児絵本ふしぎなたねシリーズ） 2015
- 『すべって ころんで すりむいた』（さこももみ絵、絵本塾出版） 2016
- 『もじもじこぶくん』（きくちちき絵、福音館書店、こどものとも） 2019
- 『はいはいするもの よっといで』（植垣歩子絵、福音館書店、こどものとも） 2022
- 『もじもじこぶくん ピンクのぼうし』（きくちちき絵、福音館書店、こどものとも） 2024
- 『もぐたさんのあたらしいおへや』（伊藤夏紀絵、福音館書店、こどものとも） 2024